# Jiang Ranxin
Pour les articles homonymes, voir Jiang.
Jiang Ranxin (en chinois : 姜冉馨), née le 2 mai 2000, est une tireuse sportive chinoise. Elle est médaillée de bronze en tir au pistolet à 10 m air comprimé lors des Jeux olympiques d'été de 2020.

## Carrière
Elle remporte aux Championnats d'Asie de tir 2018 à Koweït la médaille d'or en 2018 dans l'épreuve de tir au pistolet à air comprimé à 10 mètres individuelle ainsi que dans l'épreuve de tir au pistolet à air comprimé à 10 mètres par équipe mixte. Elle obtient ensuite la médaille de bronze aux Championnats d'Asie 2019 à Doha dans l'épreuve de tir au pistolet à air comprimé à 10 mètres. 
Aux Championnats du monde de tir 2018, elle est médaillée d'or au tir au pistolet à air comprimé à 10 mètres par équipes ainsi qu'au tir au pistolet à 25 mètres par équipes.
Pour ses premiers Jeux en 2020, Jiang Ranxin remporte la médaille de bronze au tir au pistolet à 10 m air comprimé avec un score de 218 points après avoir dominé les qualifications avec une score de 587 points. Elle remporte également une médaille d'or au tir au pistolet à air comprimé à 10 mètres par équipes mixtes avec Pang Wei.